# Rosas de Sarajevo
Ponto de impacto de um morteiro que atingiu Markale em 5 de fevereiro de 1994, marcado com uma Rosa de Sarajevo
As Rosas de Sarajevo são um tipo de memorial em Sarajevo feitos nos danos causados por explosões de morteiros, que mais tarde foram preenchidos com resina vermelha. Os morteiros que explodiram sobre superfícies de concreto durante o cerco de Sarajevo criaram um padrão de fragmentação único, que se assemelha a um arranjo floral e, que portanto, foram chamados de "rosas".
Existem cerca de 200 "rosas" em toda a cidade, que marcam locais onde pelo menos três pessoas foram mortas durante o cerco.
Além das rosas oficiais, reconhecidas pelo Ministério dos Assuntos dos Veteranos do cantão de Sarajevo, algumas foram marcadas ou recoloridas pelos próprios cidadãos.

## História
Durante a guerra na Bósnia e Herzegovina, sua capital Sarajevo foi o centro dos conflitos. Antes do início oficial da guerra, as forças sérvias da Bósnia (Vojska Republike Srpske, VRS), com auxílio do Exército Popular Iugoslavo (Jugoslovenska narodna armija, JNA), mobilizaram cerca de 18.000 soldados nas colinas que cercam a cidade. Em 2 de maio de 1992, começou um bloqueio total da cidade, conhecido como o cerco de Sarajevo. O exército sérvio da Bósnia bombardeava continuamente a população civil da cidade, em um esforço para impedir a implantação de um exército nacional. Estima-se que, em média, mais de 300 projéteis foram disparados diariamente na cidade. Durante o cerco, muitas vezes civis foram mortos por projéteis disparados pelo VRS e o JNA. 
O criador do projeto que catalogava as detonações  foi o arquiteto e artista Nedžad Kurto, enquanto o projeto de preencher as cavidades com massa vermelha foi apresentado pelo poeta, escritor e roteirista de prosa Abdulah Sidran. Ao fim dos anos 1990, 150 lugares foram selecionados para o projeto 

## Preservação
Como esses memoriais estão localizados nas ruas, ao longo dos anos foram danificados por pedestres e veículos e, portanto, várias obras foram realizadas para preservá-los (em 2012, 2015 e 2018).
A rosa localizada no mercado de Markale, onde ocorreu o primeiro massacre de Markale, estava coberto de vidro, mas esse tipo de proteção não era prático e, portanto, será protegido por um cone de 3,2 metros de altura com uma luz led no topo.

No entanto, Kurto, catalisador do projeto, discorda com os esforços para a preservação das rosas:
"Não há necessidade de cuidar [das rosas] e elas podem desaparecer com o tempo; elas não são nem um monumento uma uma inovação particularmente estimulante. Pelo contrário, elas foram planejadas para serem discretos signos para uma celebração in loci".

## Galeria

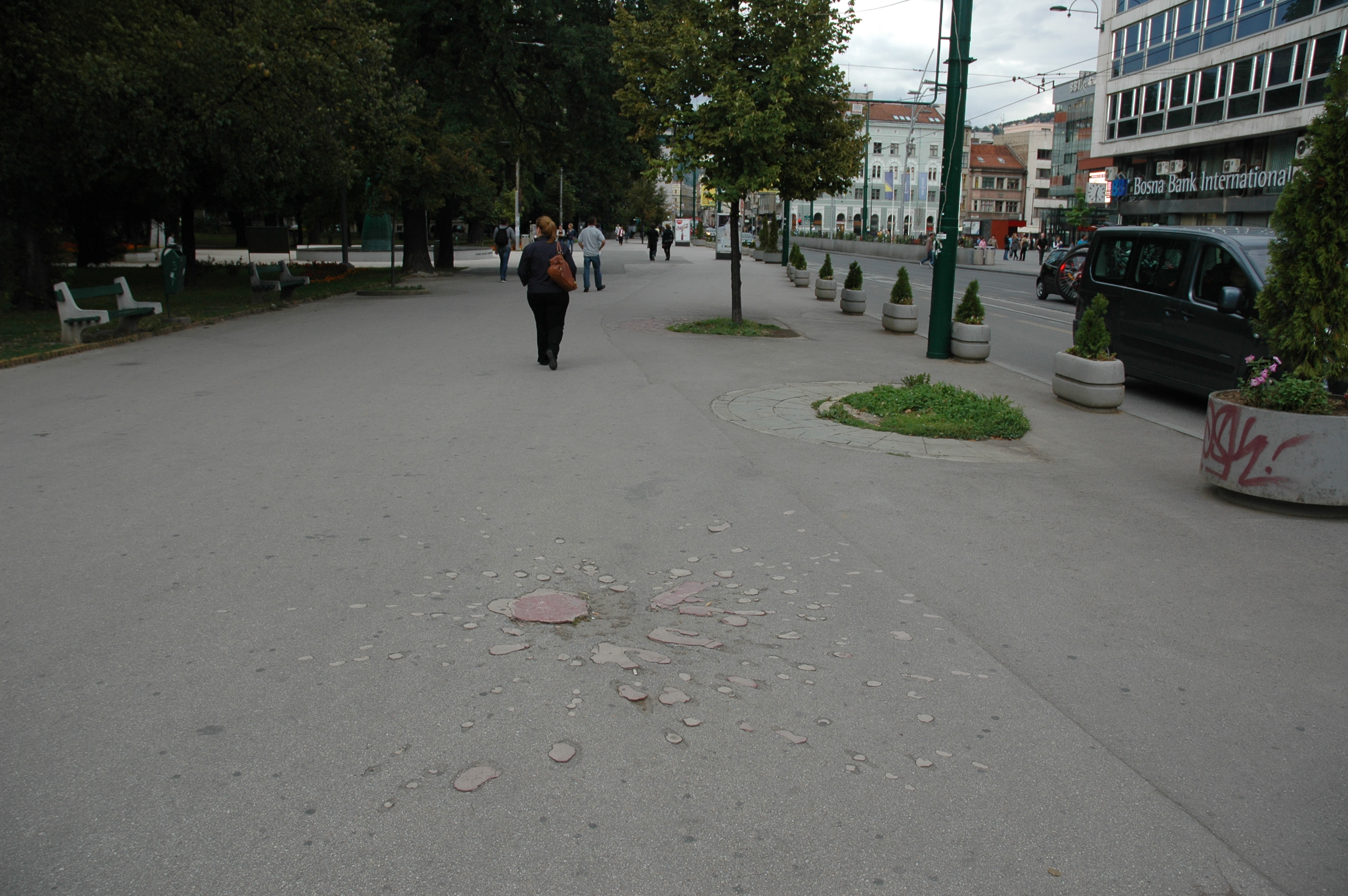
Rosa em uma calçada
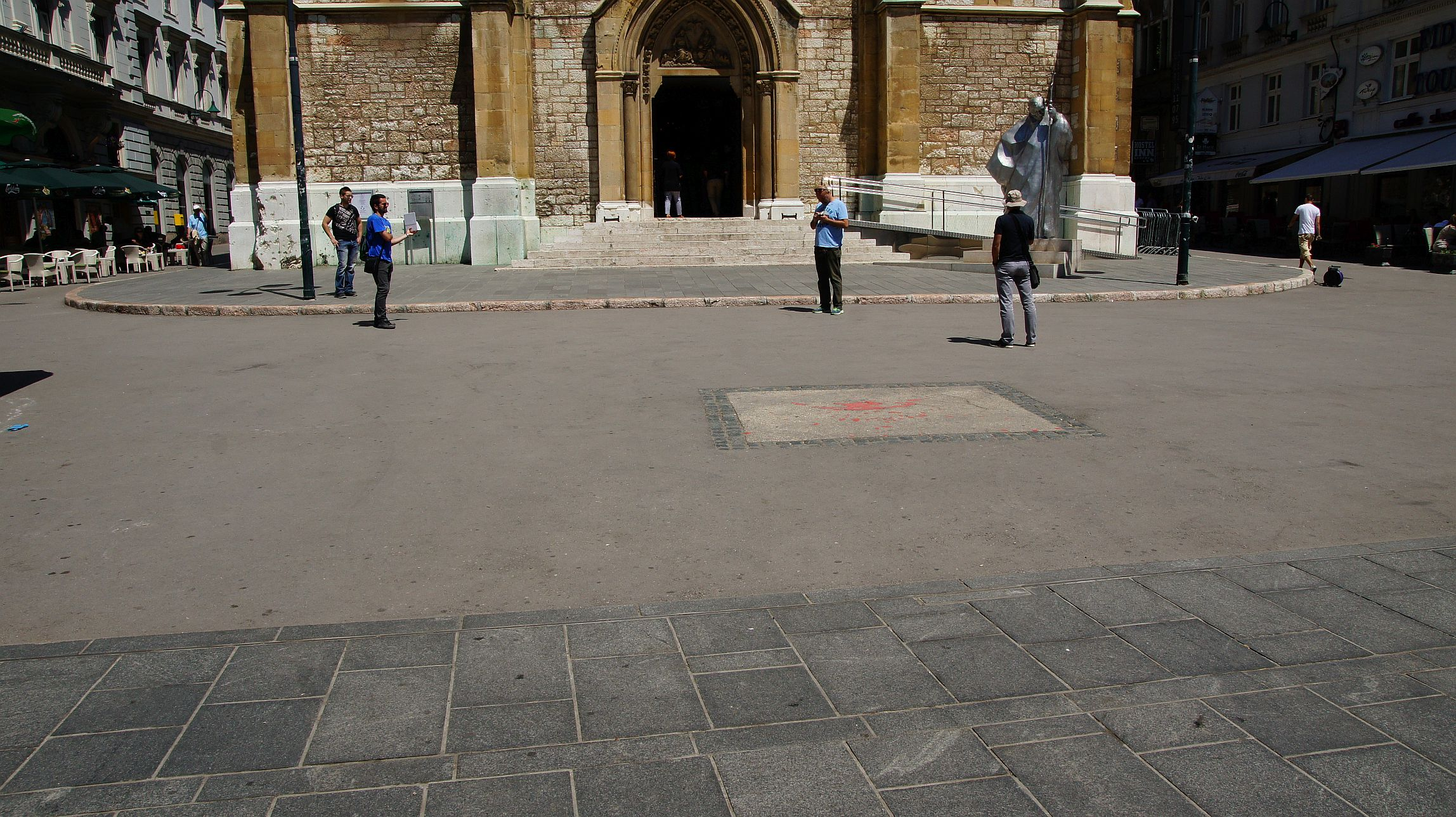
Uma rosa em frente à Catedral do Coração de Jesus, Sarajevo
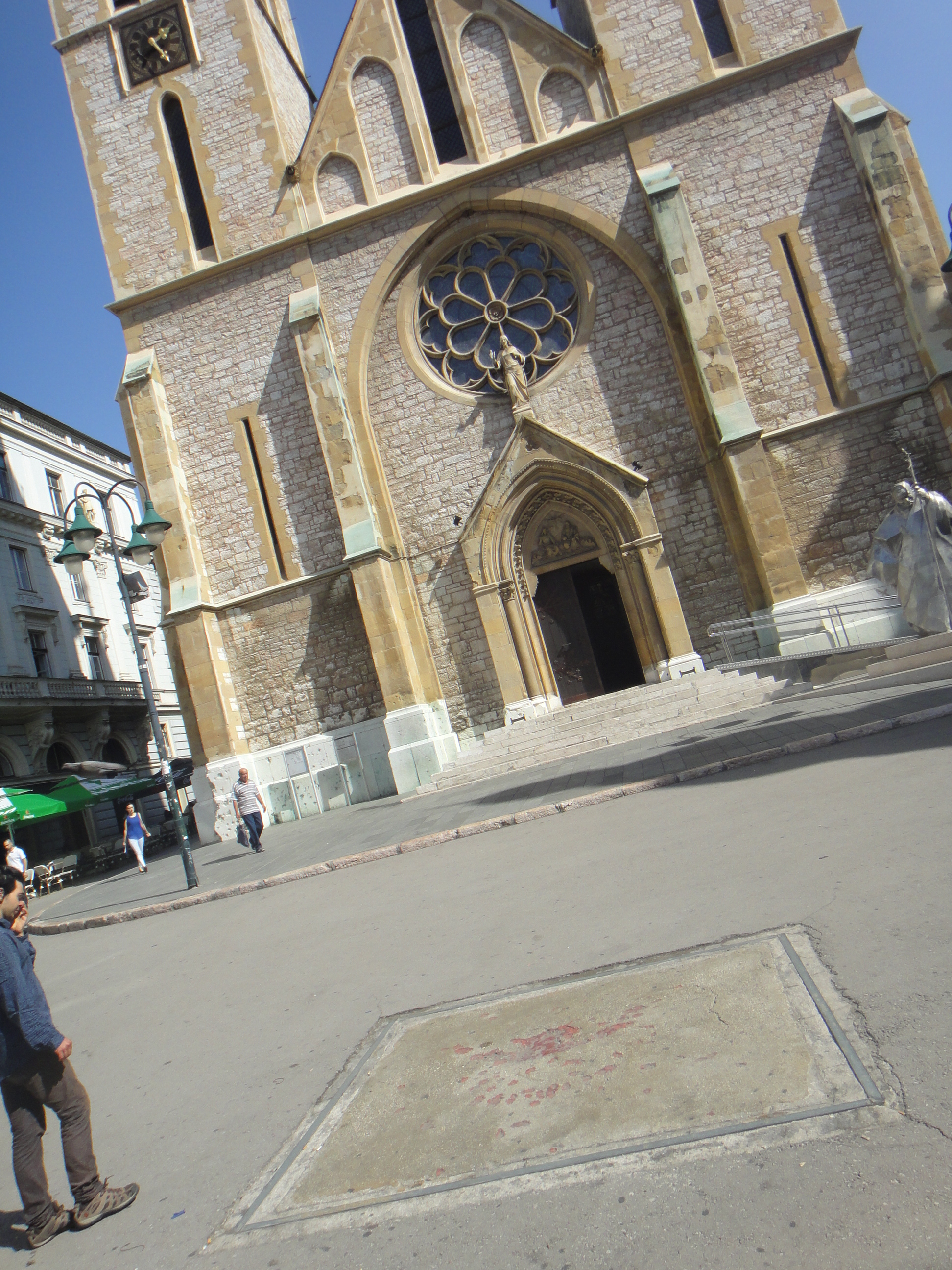
Uma rosa em frente à Catedral do Coração de Jesus, Sarajevo
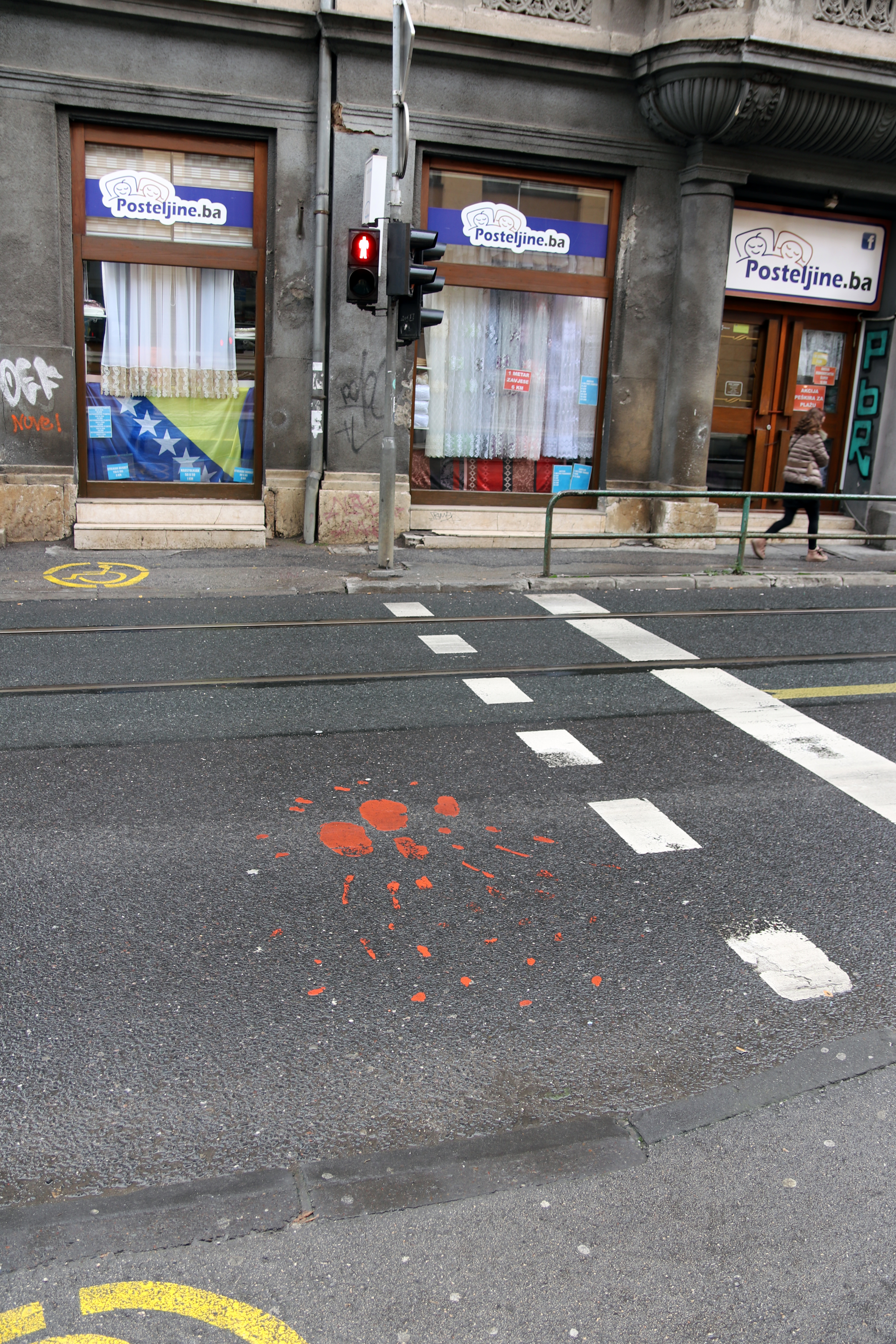
Rosa em frente ao Markale
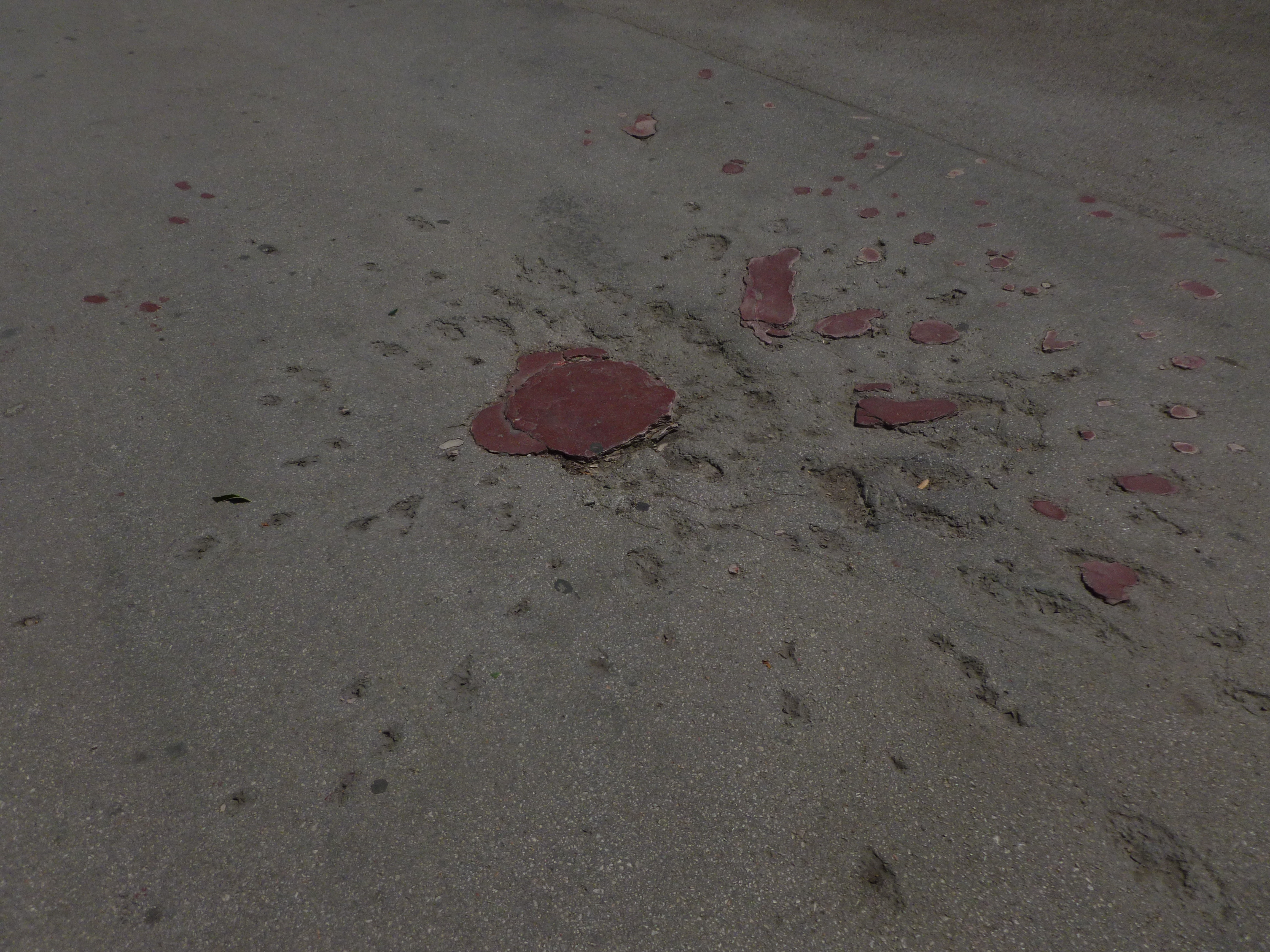
Rosa no asfalto
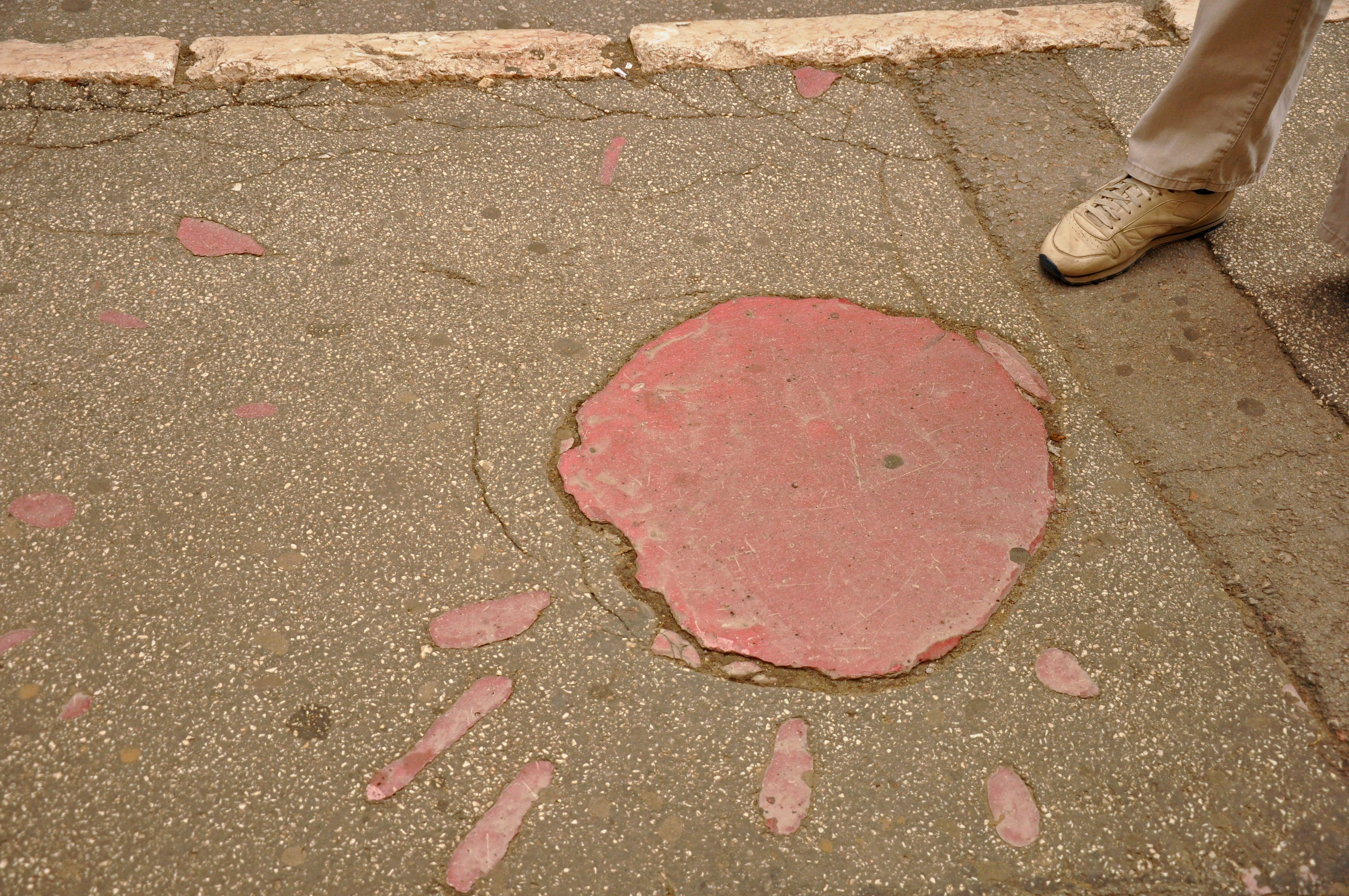
Rosa no asfalto
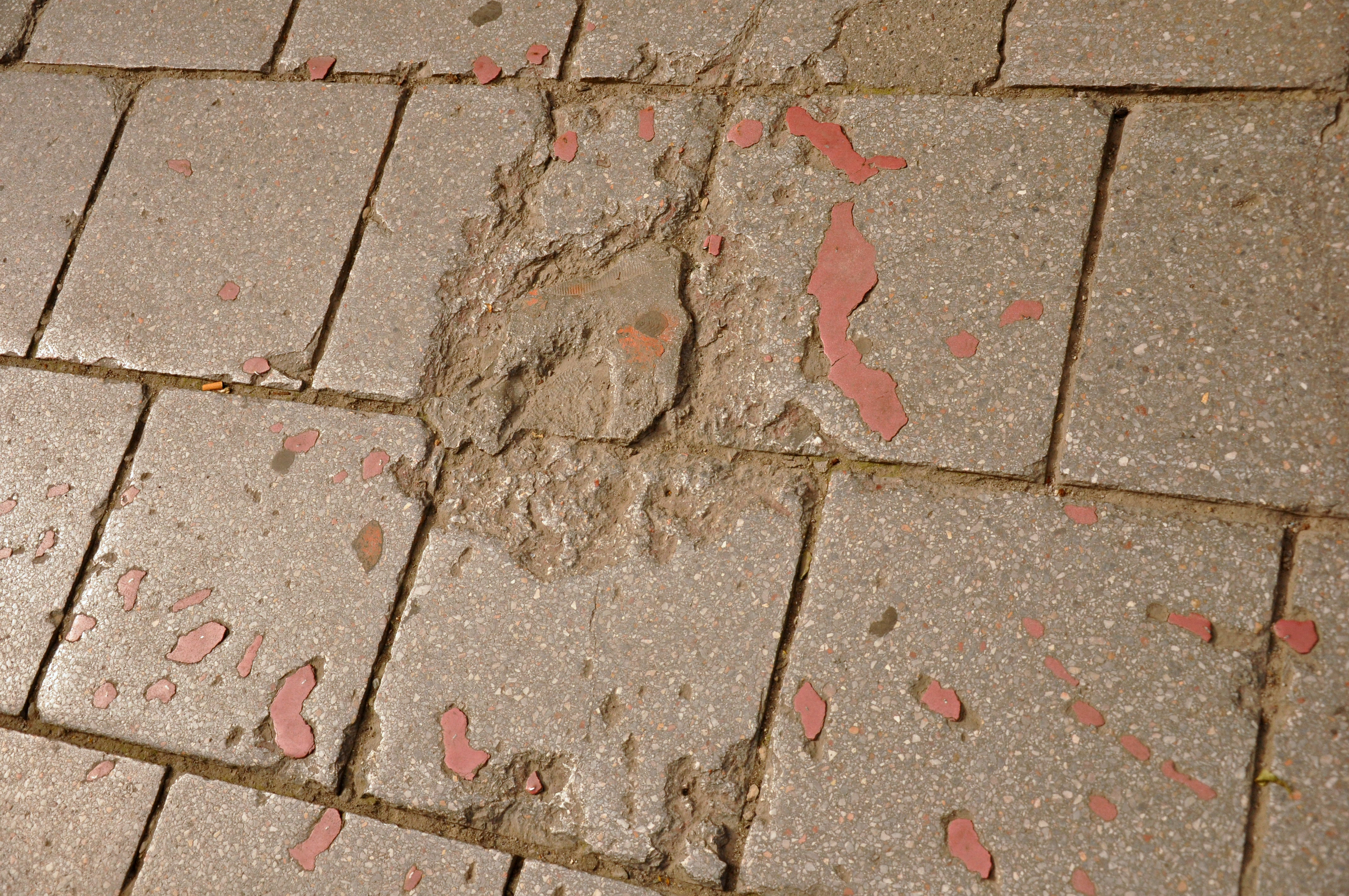
Rosa de Sarajevo em mau estado de conservação